# Yudelkis Fernández
Yudelkis Fernández Luis (Minas, 28 februari 1985) is een atleet uit Cuba.
Op de Olympische Zomerspelen 2004 in Athene nam Fernández deel aan het onderdeel verspringen. In de kwalificaties sprong ze 6.36 meter, en eindigde daarmee als 29e.
- World Athletics: 14263580